# Ibn Xabbat
Muhàmmad ibn Alí ibn Muhàmmad ibn Alí, més conegut com a Ibn Xabbat (àrab: ابن شباط, Ibn Xabbāṭ) fou un matemàtic i historiador tunisià del segle xiii, que va néixer a Tozeur. Va establir un nou sistema de repartiment de l'aigua a l'oasi de Tozeur molt millor que l'anterior. Va ser també un historiador que negà el paper dels amazics a la zona sud de Tunísia. Va morir el 1282.